# Euphaea pahyapi
Euphaea pahyapi là loài chuồn chuồn trong họ Euphaeidae (Epallagidae). Loài này được Hämäläinen mô tả khoa học đầu tiên năm 1985.